# Побужский ферроникелевый комбинат
ООО «Побужский ферроникелевый комбинат» — украинское металлургическое предприятие, производящее ферроникель из бедных окисленных никельсодержащих руд в промышленном масштабе. Является единственным предприятием Украины, обладающим такой технологией.

## Общая информация
Мощность прямой металлургической переработки никельсодержащих руд составляет до 1,5 млн тонн в год. Годовой выход продукции — до 100 тыс. тонн в год ферроникеля и от 7 до 20 тыс. тонн в год никеля. Побочной продукцией предприятия является строительные материалы и щебень из электропечного шлака.

## История
Решение о создании предприятия принято в 1964 году. Проект Побугского никелевого завода разработал ленинградский институт «Гипроникель». Запуск первых печей состоялся в декабре 1972 года, когда в строй вступили две трубчатые вращающиеся печи, одна руднотермическая электропечь и четыре конвертера.
Завод был обеспечен транспортными коммуникациями: к нему была подведена отдельная ветка Одесской железной дороги. Таким образом обеспечивалась железнодорожная доступность морских портов Украины в Одессе, Николаеве и Черноморске, путь до которых занимал от 150 до 250 км.
В 1994 году из-за недостатка сырья и снижения цен на никель завод был остановлен. В том же году он был преобразован в открытое акционерное общество, однако приватизация не помогла запустить его вновь.
В 2000 году предприятие прошло процедуру банкротства и было приобретено ООО «Побужский ферроникелевый завод». Но возобновление работы предприятия произошло только в 2003 году, после финансовых вливаний компании Solway Group. С 2004 года началась плавка ферроникеля из зарубежного сырья.
Общая сумма инвестиций в предприятие с 2003 по 2014 год составила 130 млн долларов США, из в переоборудование вложено около 9 миллионов гривен, а в развитие энергосберегающих технологий — более 15 млн долларов США. По состоянию на 2015 год завод является основным работодателем Кировоградской области, обеспечивая рабочими местами более 35 % населения поселка Побугское. Предприятие вкладывало в социальное развитие территории до 5 млн гривен в год.
В 2015 году сообщалось о вооружённом захвате предприятия, руководством было направлено обращение Президенту Украины с просьбой о помощи в сложившихся обстоятельствах.